# Lerista clara
Lerista clara — вид сцинкоподібних ящірок родини сцинкових (Scincidae). Ендемік Австралії.

## Опис
У сцинків Lerista clara є чотири кінцівки, на кожній з яких є три пальця.

## Поширення і екологія
Lerista clara мешкають в прибережних і внутрішніх районах Пілбари в Західної Австралії, зокрема на сусідніх островах. Вони живуть в різноманітних природних середовищах, від прибережних дюн до пустель. 